# Liga Nacional Superior de Voleibol Femenino 2007-08
La Liga Nacional Superior de Voleibol del Perú del 2007-08, fue la cuarta edición de la competición nacional de clubes de voleibol del Perú. Comenzó a disputarse en diciembre del 2007 y culminó el 5 de marzo de 2008. El campeón fue el Deportivo Géminis que ganó su primer título y además cortó la racha de tres títulos seguidos logrado por Regatas Lima, que culminó segundo.

## Clasificación
En este torneo jugaron un total de 14 equipos a nivel nacional. Hubo representativos de las regiones de Lima, Chimbote, Arequipa, Huancayo y Tingo María.
El Deportivo Géminis se consagró campeón tras derrotar al favorito Regatas Lima en la última jornada por 3-1 (25/18, 25/17, 13/25 y 25/18). El podio lo completaron el Regatas Lima y el Circolo Sportivo Italiano que se ubicaron en el segundo y tercer lugar respectivamente. Por otro lado, U.N.A.S. de Tingo María y Cooperativa de Arequipa perdieron la categoría.
| Perú                          |
| Campeón                       |
| Deportivo Géminis 1.er título |